# José Ignacio Garmendia
José Ignacio Garmendia (Buenos Aires, 19 de março de 1841 – Buenos Aires, 11 de junho de 1925) foi um militar, pintor, escritor e diplomata argentino. Fez uma extensa obra pictórica sobre a Guerra do Paraguai, crônicas e técnicas sobre a arte militar. Foi também historiador e numismata.

## Vida
Filho do político tucumano José Ignacio Garmendia y Alurralde, originário da linhagem espanhola de Garmendia e Manuela Suárez y Lastra, ingressou na adolescência no 1º Regimento de Buenos Aires. Com destino à Ilha Martín García, recebeu o posto de segundo-tenente ao retornar das operações. Aos 20 anos, participou da batalha de Pavón pelo lado de Buenos Aires. A vitória da facção mitrista facilitou sua carreira militar e em 1864 foi nomeado oficial, com patente de capitão, na delegação diplomática de Montevidéu. Foi transferido para o Rio de Janeiro antes de ser convocado para a Guerra do Paraguai.
À frente do I Batalhão da Divisão Buenos Aires da Guarda Nacional, fez inúmeras anotações e esboços durante o conflito. Foi correspondente do jornal La Tribuna, enviando suas notas durante toda a guerra. Embora tenha enchido vários cadernos de esboços, depois da guerra recorreria sobretudo às fotografias tiradas pelo outro grande pintor da guerra, Cándido López, para elaborar a sua obra definitiva. Ele contraiu cólera durante as ações e ficou gravemente doente, mas conseguiu se recuperar.
Após o fim da guerra, Garmendia continuou sua carreira militar. Ele foi designado para a fronteira sul nas primeiras campanhas para vencer os pampas e ranqueles. Lá continuou sua estreita relação com Lucio V. Mansilla, com quem já havia confraternizado no Paraguai, e com quem compartilhava o talento de escritor. Aparece mencionado na Excursão aos índios Ranquel deste último. Ao retornar a Buenos Aires, iniciou a carreira política e foi eleito deputado nacional . Terminando o mandato, voltou para o sul, desta vez como chefe do estado-maior do exército que empreendeu a conquista do Deserto. em 1875 foi nomeado chefe das Forças de Reserva, cujo quartel-general era então no Partido de 9 de julho.
Em 1880, quando a federalização de Buenos Aires esbarrou na oposição do governo provincial de Carlos Tejedor, Garmendia pediu para deixar o exército nacional para se juntar às milícias. Após a derrota dos mitristas, e já aposentado, começou a moldar suas anotações sobre o Paraguai, que viriam a ganhar a forma de um livro em Recuerdos de la Guerra del Paraguay. Em 1882, ele foi reintegrado ao Exército; participou da campanha do Chaco e em 1890 foi nomeado diretor do Colégio Militar Nacional . Nesse mesmo ano participou da repressão ao levante radical, e obteve a patente de general . Ele seria chefe do Estado -Maior e Ministro da Guerra antes de solicitar sua dispensa final em setembro de 1904.
Na aposentadoria, voltou a se dedicar à literatura e à pintura com zelo. Tornou-se membro pleno do American Numismatics and History Board, organizou a grande coleção de documentos históricos militares e escreveu e pintou extensivamente. Era primo-irmão do presidente chileno Aníbal Pinto. Faleceu aos 84 anos, em 11 de junho de 1925. Sua obra está exposta no Museu Histórico de Sarmiento.

## Obras

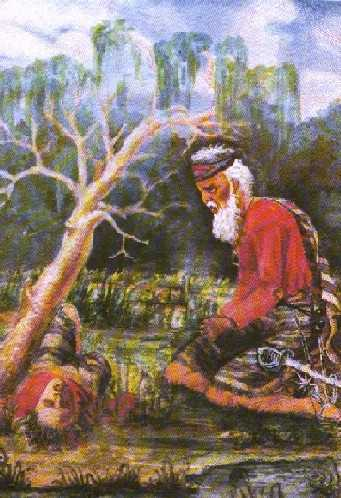
Soldado paraguaio diante do cadáver de seu filho - tela de Garmendia

- "Recuerdos de la Guerra del Paraguay"
- "Preceptos tácticos"
- "Cartera de un soldado"
- "Delitos y penas"
- "Correspondencia sobre la Guerra del Paraguay"
- "Asaltos de Plewna"
- "Campaña de Humaytá"
- "Cuentos de Tropa"
- "Campañas de Aníbal"
- "Escritos Militares"
- "Juicio Crítico de la Guerra de Transvaal"
- "Bocetos sobre la marcha"
- "Combates de los Corrales"
- "Campaña de Corrientes y Río Grande"
- "Maniobras sobre el Talar de Pacheco"